# 地中海雅鱈
地中海雅鱈，為輻鰭魚綱鱈形目稚鱈科的其中一種，分布於地中海西北部海域，深度500-2230公尺，為深海底棲性魚類，體長可達34公分，棲息在底中層水域，生活習性不明，可做為食用魚。